# Ștefan Iovan
Ștefan Iovan (n 23 august 1960 la Moțăței, Dolj) este un fost jucător de fotbal, câștigător al Cupei Europei cu Steaua București în 1986, în acel moment fiind căpitanul echipei. În prezent el este antrenor asistent la FC Viitorul. Avea calități fizice remarcabile, fiind și un bun dribleor și șuteor.
Iovan a debutat la CSM Reșița în 1977, de unde a plecat la Luceafărul București, un an mai târziu. Luceafărul era o echipă formată de Federația Română de Fotbal pentru a aduna tinere speranțe din fotbalul românesc, dar care nu juca într-o ligă. S-a întors la Reșița în 1979. În iarna anului 1981 s-a transferat la Steaua București unde a jucat 10 ani, până în 1991.
În 1991 s-a alăturat clubului englez de fotbal Brighton & Hove Albion, dar s-a întors la Steaua București în 1992 pentru jumătate de sezon, după care a plecat la Rapid București, iar mai apoi la Electroputere Craiova în 1995. Ultimul său sezon de jucător profesionist de fotbal a fost 1996 - 97 la CSM Reșița.
Iovan a jucat în total de 365 de ori în Divizia A unde a înscris 20 de goluri. A câștigat campionatul de 5 ori și Cupa României de patru ori.
În 1986, Iovan a câștigat cu Steaua București Cupa Campionilor Europeni, fiind căpitanul echipei în finala de la Sevilla, iar în 1987 a câștigat Supercupa Europei și a disputat Cupa Intercontinentală.
Pentru echipa reprezentativă a României, Iovan a jucat de 35 de ori și a înscris 3 goluri. A evoluat de asemenea de 12 ori pentru echipa României sub 21 de ani.
În sezonul 2002 - 03 el a ajutat la antrenarea Stelei pentru meciurile din Divizia A.
În martie 2008 a fost decorat cu Ordinul „Meritul Sportiv” Clasa a II-a pentru câștigarea Cupei Campionilor Europeni din sezonul 1985-1986.